# Fredrikshamns skans

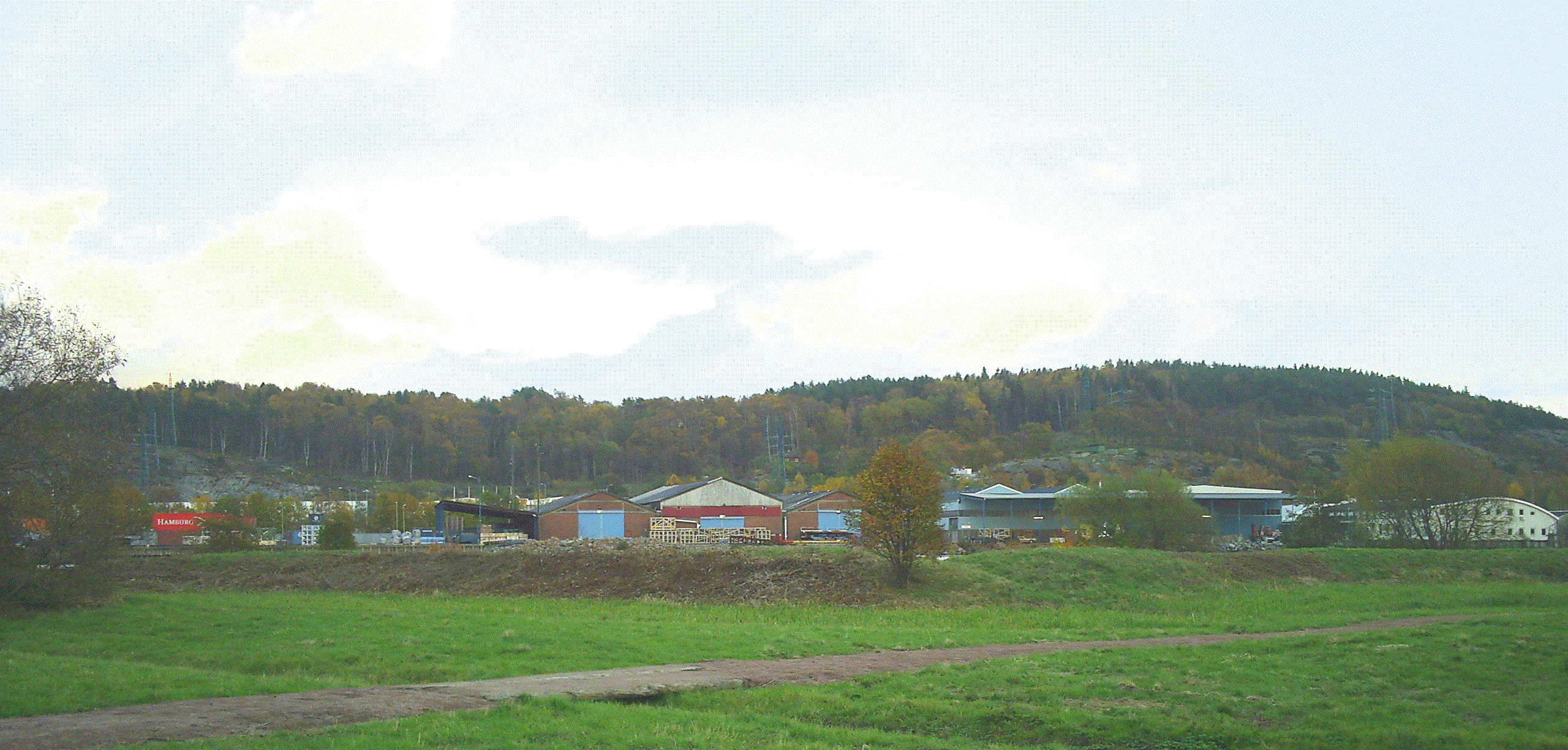
Fredrikshamns skans på Hisingen i Göteborg.

Fredrikshamns skans är en skans på Hisingen i Göteborg, vilken skyddade ett brofäste till en tillfällig bro som slagits av norska trupper över till svenska sidan (östra sidan av Göta älv). 
Skansen byggdes 1645 under Hannibal Sehesteds försök att anfalla Göteborg under Hannibalsfejdens slutskede.